# 角川mini文庫
角川mini文庫（かどかわミニぶんこ）は、1996年から2000年にかけて角川書店が刊行していた小型（12センチメートル、新書判の半分）サイズの文庫。

## 概要
1996年11月27日創刊。1冊200円の低価格帯で刊行されたタイトルが中心であるが、後期はオールカラーのタイトルやシングルCD付きの500〜1000円のタイトルも刊行されていた。
ジャンルは主に以下の5種類が刊行されていた。
- 小説・エッセイ（書き下ろし作品・角川文庫既刊からの抄録）
- クラシック（古典作品・角川日本古典文庫からの抄録が中心）
- ガイド・ミニ知識（ザテレビジョンや東京ウォーカー編集のタイトルが中心）
- モンスターコレクション（富士見書房発売のカードゲーム解説書）
- 少年・少女向け（角川スニーカー文庫・富士見ファンタジア文庫等で刊行されているライトノベルの外伝作品）

なお、本レーベルで刊行された作品のうち『スレイヤーズ でりしゃす』、『妖魔夜行 まぼろし模型』等の一部作品は後に通常の文庫で再録されている。また、クラシックは再編集され角川ソフィア文庫のビギナーズ・クラシックスとして刊行されている。
新書版の半分という小さいサイズと、特に200円のものは薄いため背文字が目立たないという点から、書店では通常の本棚で販売されることは少なく、メーカ提供の書店備付陳列用ケースで表紙を売り場に面して並べられることが多かった。また、角川mini文庫は一般的な書籍のような返品制を採らず、書店の買取だった。（#外部リンクを参照）

## ロゴデザイン訴訟
本レーベルのロゴは通常の角川文庫における社章（いわゆる不死鳥マーク）とは別に、羽根をイメージしたものが用いられていたが角川書店刊のハードカバー「ブラック・ティー」（山本文緒）の表紙デザインから図案を無断で流用されたとしてグラフィックデザイナー2名が1999年に東京地方裁判所へ損害賠償請求訴訟を起こし、2000年に角川書店側の著作権侵害を認める原告勝訴の判決が言い渡されている。